# NGC 5893
NGC 5893 ist eine 13,2 mag helle Balken-Spiralgalaxie vom Hubble-Typ „SBb“ im Sternbild Bärenhüter am Nordsternhimmel. Sie ist schätzungsweise 246 Millionen Lichtjahre von der Milchstraße entfernt und hat einen Durchmesser von etwa 85.000 Lj. Wahrscheinlich ist sie gravitativ an NGC 5895 gebunden. Beide bilden sie mit NGC 5896 das optische Galaxientrio HOLM 701.
Das Objekt wurde am 9. April 1787 von Wilhelm Herschel mit einem 18,7-Zoll-Spiegelteleskop entdeckt, der sie dabei mit „F, S, resolvable, in a row with three stars“ beschrieb.